# Nacaduba syrias
Nacaduba syrias är en fjärilsart som beskrevs av Hans Fruhstorfer 1916. Nacaduba syrias ingår i släktet Nacaduba och familjen juvelvingar. Inga underarter finns listade i Catalogue of Life.